# Исток (приток Суери)
Исток — река в России, протекает по Белозерскому району Курганской области. Устье реки находится в 16 км по левому берегу реки Суерь. Длина реки составляет 21 км.
Система водного объекта: Суерь → Тобол → Иртыш → Обь → Карское море.

## Данные водного реестра
По данным государственного водного реестра России относится к Иртышскому бассейновому округу, водохозяйственный участок реки — Тобол от города Курган до впадения реки Исеть, речной подбассейн реки — Тобол. Речной бассейн реки — Иртыш.
Код объекта в государственном водном реестре — 14010500412111200002463.